# Рас-Ракан
Рас-Ракан (араб. رأس راكان) — найпівнічніша точка Катарського півострова, розташована в Аш-Шамаль. Це північно-західна точка острова під назвою Джазірат Рас Ракан, але оскільки канал між цим острівцем і материком непрохідний для човнів, Джазірат Рас-Ракан можна розглядати як утворюючий північну кінцівку мису.

## Розташування
Острівець знаходиться майже в 1,5 милі від берега, і до нього можна дістатися, пройшовши вбрід низьку воду. Найпівнічніше місто Катару, Ар-Рувайс, лежить в 2,5 милях на південний схід від острівця. Якщо наблизитися до нього з північного напрямку, Ар-Рувайс стає видимим раніше, ніж буде помічено Рас-Ракан.

## Опис
Джазірат Рас Раккан — це дуже низький Т-подібний острівець із пучками трави на ньому. На південній стороні є кілька невеликих мангрових заростей. Його довжина зі сходу на захід становить майже 2 милі, і він надзвичайно вузький. Довжина Т-подібної голови на західному кінці становить 1 милю.

## Гідрологія
Під час обстеження прибережних вод Рас-Ракан у 2010 році, проведеного Статистичним управлінням Катару, було виявлено, що його середня глибина становила 3,5 метри (11 футів), а середній рН становив 7,74. Крім того, вода мала солоність 48,18 PSU, середню температуру 19,61°C і 4,86 мг/л розчиненого кисню.